# Torrente
Uma torrente é um curso de água com um caudal rápido e irregular, situado num terreno geralmente de forte inclinação. Depois de grandes chuvadas, as torrentes podem ter cheias (águas altas) súbitas e brutais (rápidas no tempo) e muito importantes (em volume) . Muito frequentemente emprega-se o termo a cursos de água de montanha, com leito rochoso e encaixado. Um bom exemplo deste tipo de curso de água é o do rio Arve que nasce no Monte Branco e desagua às portas de Genebra.
Em França, usa-se o termo torrent mas que podem ser conhecidos nos Pirenéus como gaves (Gave de Pau) e nos Alpes como nants (Nant-Noir, Bon-Nant).
Na região de Serra do Mar do Paraná esse fenômeno é, popularmente, conhecido como cabeça d'água.